# 洛斯卡尼索斯峰
10°02′39″N 68°18′56″W / 10.0442°N 68.3156°W
洛斯卡尼索斯峰（西班牙語：Cerro Los Cañizos），是委內瑞拉的山峰，位於該國西部特魯希略州，屬於委內瑞拉海岸山脈的一部分，處於蒂納基約以北，北面有貝胡馬，海拔高度863米。